# Chloroclystis rubrinotata
Chloroclystis rubrinotata là một loài bướm đêm trong họ Geometridae.